# Warhammer Age of Sigmar
 (août 2019).
Si vous disposez d'ouvrages ou d'articles de référence ou si vous connaissez des sites web de qualité traitant du thème abordé ici, merci de compléter l'article en donnant les références utiles à sa vérifiabilité et en les liant à la section « Notes et références ».
Warhammer Age of Sigmar (souvent abrégé en Age of Sigmar ou AoS, à ne pas confondre avec Warhammer) est un wargame miniature de table fantastique de Games Workshop qui simule des batailles entre armées à l'aide de figurines miniatures. 
Les parties se jouent généralement sur une surface relativement plate telle qu'une table à manger, une table de jeu sur mesure ou sur le sol. La zone de jeu est souvent décorée de modèles et de matériaux représentant des bâtiments et terrains. Les joueurs jouent à tour de rôle avec leurs modèles : déplacer, charger, tirer ou lancer (en fonction de l'arme : lance, arc, etc.), se battre et lancer des sorts; les résultats sont généralement déterminés par des jets de dés. Outre le jeu lui-même, Age of Sigmar permet de collectionner, assembler et peindre les figurines miniatures du jeu. 
Alors que certains wargames recréent des guerres historiques, Age of Sigmar se veut plus fantastique, inspiré notamment des fictions de J. R. R. Tolkien et de Michael Moorcock. Les armées de joueurs combattent avec des armes de l'époque médiévale et lancent des sorts. Les guerriers peuvent être des humains, mais aussi des créatures fantastiques telles que des elfes, des nains et des orcs. 
Avec la première édition publiée en 2015, Age of Sigmar est le successeur du jeu abandonné Warhammer. 

## Éditions
La première édition de Age of Sigmar en 2015 a remplacé Warhammer Fantasy Battle. La version initiale de AoS n'incluait pas de valeurs de points pour des unités individuelles ; ces valeurs ont été ajoutés plus tard. L'invocation de nouvelles unités utilise les mêmes mécanismes que le lancement de sorts et nécessite de dédier des points de renforcement pour chaque unité invocable. 
La deuxième édition de AoS, intitulée Realm War, a été publiée en 2018 à la suite de l'événement Malign Portents. Il a entraîné de nombreux changements importants dans les règles, notamment une refonte du système d'invocation, l'élimination des points de renforcement et l'introduction de sorts sans fin. 

## Royaumes
Age of Sigmar prend place dans les Mortal Realms (Royaumes Mortels), un système de huit royaumes interconnectés issus des Vents de magie. La deuxième édition apportait des règles pour chacun des royaumes, ajoutant des sorts, des artefacts et des caractéristiques de royaume. 
- Azyr, le Royaume des Cieux est le seul royaume non touché par le chaos. Elle est dirigée par Sigmar et abrite les Stormcast Eternals ainsi qu’une population diversifiée d’êtres humains, d’elfes, de duardins et d’autres races.
- Aqshy, le Royaume de Feu est dominé par les volcans, les déserts et les océans de lave. Il abrite les Fyreslayers. Il y avait une présence significative de Khorne avant l'arrivée des Stormcast.
- Ghur, le Royaume des Bêtes est le royaume de Gorkamorka. Les Orruks et les Ogors règnent sur une terre peuplée de bêtes titanesques.
- Ghyran, le Royaume de la Vie se distingue par son extrême fécondité. Ce royaume a pour dirigeante Alarielle, déesse des Sylvaneth. Ce royaume était le centre d'attention de Nurgle avant la résurgence d'Alarielle.
- Chamon, le Royaume du Métal est composé de continents à base de métal et des citadelles flottantes du Kharadron. Il est particulièrement convoité par Tzeentch.
- Shyish, le Royaume de la Mort est sous la domination incontesté de Nagash. Les vampires, les goules, les morts-vivants et les Nighthaunt s'y trouvent.
- Hysh, le Royaume de la Lumière est le domaine de Tyrion. C'est le soleil des royaumes.
- Ulgu, le Royaume des Ténèbres a été revendiqué par Malerion et Morathi. C'est un pays d'illusions mouvantes et de brouillard impénétrable.

En plus des huit royaumes, le Royaume du Chaos est un autre royaume séparé des royaumes et abrite les Dieux du Chaos. Parmi les quatre dieux originaux du Chaos, Slaanesh est actuellement porté disparu, emprisonné entre les royaumes de Hysh et d'Ulgu. Le Rat Cornu est monté au panthéon du Chaos et est maintenant le Grand Rat Cornu.

## Système de jeu
Age of Sigmar met l'accent sur l'aspect narratif de l'expérience de wargaming, en encourageant le jeu de scénarios basés sur des histoires, la reconstitution de batailles provenant de l'univers d'AoS et des histoires créées par les joueurs. les règles ont été conçues de façon que le jeu soit facile à apprendre mais difficile à maîtriser. Les règles de base sont simples et faciles à comprendre, mais des mécaniques de jeu plus avancées sont disponibles dans des « Warscrolls » spécifiques à chaque unité, qui détaillent davantage de règles et de statistiques de ladite unité. Le cœur du jeu consiste à comprendre le fonctionnement de vos unités et à exploiter les synergies pour les utiliser comme une armée cohérente. Les règles et les Warscrolls sont gratuits et peuvent être téléchargés à partir du site Web de Games Workshop ou consultés dans l'application Age of Sigmar.
Age of Sigmar a trois modes de jeu différents. Parmi ceux-ci, le mode Rencontre (Matched Play) comprend le total des points pour différentes unités et des limites spécifiques pour la construction de l'armée (1 000, 2 000 et 2 500 points). Dans ce mode de jeu, il existe des règles de composition d'armée qui changent en fonction du niveau de points joué, et les règles de base sont modifiées pour permettre un jeu équilibré. Un jeu en mode Rencontre requiert également un nombre minimum d'unités de rangs dans les lignes de batailles et impose une limite au nombre de héros et de béhémoths pouvant être alignés. 
En plus du mode de jeu Rencontre, le mode Libre (Open Play) porte bien son nom, tandis que le mode Narratif (Narrative Play) se concentre sur la reconstitution de batailles et de scénarios historiques. Ce dernier mode ajoute souvent des règles supplémentaires spécifiques au lieu ou à l'événement, telles que les terrains dangereux, des pluies de météores ou des restrictions de mouvement. 
Pour chaque mode de jeu, deux joueurs ou plus assemblent des armées au préalable. Le champ de bataille et son terrain sont installés sur une surface appropriée et des dés sont lancés pour déterminer l'ordre dans lequel jouent les participants. Les joueurs jouent à tour de rôle, avec un tour de table composé d’un tour par joueur. Les actions sont résolues par des jets de dés : un jet de touche et un jet de blessure de l'attaquant, et un jet de sauvegarde du défenseur. Si les jets de touche et de blessure réussissent et que celui de sauvegarde échoue, les dégâts sont attribués. Les blessures mortelles ne nécessitent pas de jet de dés et sont attribuées directement. 
La première partie du tour d'un joueur, la phase de héros (Hero Phase), est le moment où les sorts sont lancés et les capacités de commandement activées. Les unités lanceuses de sorts peuvent généralement lancer l'un des trois sorts suivants : Bolt Arcane (sort offensif), Bouclier mystique (sort défensif) et un troisième sort propre à cette unité. Les capacités de commandement, d’autre part, nécessitent un héros sur le champ de bataille avec cette capacité et utilisent des points de commandement pour l’activation. La deuxième phase est la phase de mouvement, dans laquelle les unités sont déplacées à travers le champ de bataille; le joueur peut choisir de les faire courir, ce qui les rend incapables de tirer ou de charger dans les phases suivantes. La phase de tir permet au joueur d'attaquer avec ses unités capables de tirer, puis la phase de charge permet aux unités de mêlée se trouvant à portée d'attaquer. La phase de combat commence avec des unités entassées, puis attaquant avec toutes leurs armes de mêlée. Le joueur dont c'est le tour attaque en premier, puis le joueur en défense se bat avec une autre unité; les joueurs continuent à tour de rôle jusqu'à ce que toutes les unités capables d'attaquer l'aient fait. La dernière phase de battleshock teste le moral des unités épuisées; les jets de moral ratés causent la perte d'unités

## Les factions
Age of Sigmar compte quatre factions principales, appelées Grandes Alliances, unies par des objectifs communs. Les armées peuvent être constituées d'une seule faction (par exemple, une armée Stormcast Eternals) ou inclure un nombre limité d'alliés appartenant à des factions apparentées au sein de l'alliance (par exemple, une armée Stormcast Eternals avec 200 points d'alliés Seraphon). Une armée composée de plusieurs factions au sein de la même alliance (par exemple Stormcast Eternals, Seraphon et Sylvaneth) a allégeance à cette Grande Alliance, mais à aucune des factions individuelles. Les factions travaillent généralement en synergie avec leurs propres unités et les armées spécifiques à une faction reçoivent des bonus et des règles supplémentaires qui ne sont pas disponibles pour les armées mixtes de la Grande Alliance. 
Pour la suite, les factions en gras ont des battletomes[Quoi ?] dédiés. 

### Grande Alliance de l'Ordre
L'Ordre est principalement opposé au Chaos et ses factions sont unies par le même désir de maintenir la civilisation, l'art et l'apprentissage, ou de préserver les richesses naturelles ou divines. Malgré cet objectif commun, chaque faction poursuit plus ou moins son propre agenda - parfois au détriment des autres. 
- Les Stormcast Eternals, des guerriers demi-dieux imprégnés d'une partie du pouvoir divin de Sigmar et vêtus d'une armure magique en sigmarite, analogue aux Space Marines de Warhammer 40,000. Ils ont été créés par Sigmar avec l'aide de Grungni pour être l'arme ultime contre les forces du Chaos.
- Les Seraphon, anciennement les Hommes-Lézards. Dans l'itération actuelle, ce sont des démons célestes qui se battent pour l'Ordre. Les Slann, maintenant à bord de grands vaisseaux cosmiques, rappellent leur existence aux Seraphon lorsque c'est nécessaire.
- Les Sylvaneth sont des dryades, des elfes ou encore des esprits des forêts, et suivent la déesse renaissante Alarielle.
- Cités de Sigmar : ces métropoles gigantesques abritent les communautés d'Humains, de Duardins et d'Aelfs, originaires d'Azyrs, ou réfugiés d'anciennes nations d'avant l'âge du Chaos. Ces centres urbains sont construits autour d'un Fort de l'Orage Stormcast. Les Humains comprennent des colons d'Azyr et des populations d'autres royaumes ayant choisi de servir les desseins du Dieu-roi. Militairement, l'humanité se partage entre les troupes des Guildes franches (ou Freeguild), les dévoués de Sigmar (prêtres et les évangélistes du culte de Sigmar), et les magiciens de la Collegiate Arcane. Les Duardins, anciennement les nains se nomment Dépossédés. Ce sont des nains plus traditionnels, qui gardent toujours rancune contre leurs ennemis et vénèrent Grungni. L'Ironweld Arsenal se concentre sur l'artillerie des nains et est allié aux humains. Enfin, plusieurs communautés d'Aelf cohabitent (plus ou moins) avec les précédents. Ces Aelfs incluent les Wanderers, les guerriers du temple de Phoenix, les ordres Draconis et Serpentis, les flottes des Scourge Privateers, les sorcières et guerriers des Darkling Covens et les assassins et infiltrateurs Shadowblade.
- Les Fyreslayers sont des mercenaires duardin qui vénèrent Grimnir et se battent pour Ur-Gold, un élément magique considéré comme un vestige de leur dieu déchu.
- Les Kharadron Overlords sont des duardins steampunk utilisant des dirigeables et étant vêtus d’armures blindées. Séparés depuis longtemps du reste de leur race, les Kharadron vivent dans des villes célestes et sont armés d'armes de tir fonctionnant grâce à l'aether-gold
- Les Lumineth Realm-lords : ce sont les Aelfs du royaume d'Hysh. Ils sont affiliés à Téclis (et Tyrion même si ce personnage ne dispose pas pour l'instant de figurine attitré). Leur civilisation est très avancée sur le plan spirituel, et rappelle bon an mal an les Haut Elfes / Asurs d'Ulthuan. Ils disposent d'importantes aptitudes en magie. Certains de ces Aelfes seraient en outre capables de capturer la lumière à l'intérieur de leur corps pour fusionner avec la magie. Ils sont localisés dans le Royaume de Hysh, et organisés en nations plus ou moins confédérées autour des Dieux jumeaux Aelfs. Ces Aelfs s'entraînent quotidiennement à contrôler leurs émotions afin de s'assurer d'un équilibre personnel et de faire passer le bien commun en premier. Il est possible d'y voir une allusion aux Eldars des Vaisseaux-mondes.ions plus ou moins confédérées autour des Dieux jumeaux Aelfs. Ces Aelfs s'entraînent quotidiennement à contrôler leurs émotions afin de s'assure
- Les Aelfs d'Ulgu : à l'identique des précédents, cette faction présumée ne dispose pas pour l'instant de figurines et de battletome. Ces Aelfs seraient sous la coupe de Malerion. Ils se caractériseraient par une puissance martiale conséquente, et par des traits physiques très sombres. Le Tenebrael Shard de la boite Warhammer Quest Silver tower serait supposé comme affilié à cette faction.
- Les Filles de Khaine (Daughters of Khaine) regroupent les aelfs les plus dévoués au totem de Khaine, et indirectement à Morathi. Leur organisation relève plus d'ordres religieux que d’États-nations classiques. Ces dévots souhaitent officiellement faire renaître Khaine, mais Morathi se sert de ses sbires uniquement à ses propres desseins. Depuis les évènements contés dans Broken Realms, Morathi a pu accéder à une certaine immortalité ; à l'instar de ses vieilles connaissances du Monde-qui-fut. Ses suivants ont par ailleurs réussi à annexer Anvilgard, une des cités de Sigmar les plus importantes d'Aqshy, et notoirement la plus peuplée en communautés d'Aelfs (avec Phenicium).
- Les Idoneth Deepkin sont des aelfs créées par Teclis qui chevauchent des monstres marins et font des raids pour récupérer des âmes à la surface.

### Grande Alliance du Chaos
Alimenté par les désirs et les actions des mortels, le Chaos cherche à dominer les royaumes mortels. Ses partisans servent les quatre dieux du Chaos. Avant les représailles de Sigmar à l'Ère de Sigmar, ils avaient conquis sept des huit Royaumes Mortels, débutant l'ère du Chaos. Bien qu'ils semblent être les plus assoiffés de sang, les joueurs affirment que le Chaos est tout simplement mal compris. 
- Les Slaves to Darkness (Sbires des Ténèbres) : ce sont des Humains vénérant (par choix ou tout simplement pour survivre) le Chaos universel. Quelques ogres ou duardins corrompus vivent avec eux. Ils sont organisés en un milliers de tribus barbares, avec à leur tête des seigneurs de guerre. Les plus puissants (ou pieux) revendiquent le titre de guerrier du Chaos, des combattants en armure lourde dévoués au Chaos. Ils ne cherchent rien de moins que la conquête des Royaumes Mortels par le Chaos. Ces innombrables tribus sont parfois fédérées par les Everchosen, les disciples et élus d'Archaon, une confrérie de guerriers d'élite organisée en huit cercles.
- Blades of Khorne : ce sont les démons et mortels liés par le sang de Khorne. Au début de l'ère de Sigmar, ils étaient principalement basés à Aqshy et furent les premiers à rencontrer les Stormcast Eternals.
- Les Disciples de Tzeentch, démons et mortels d'Arcanite de Tzeentch, ils usent de la tromperie et de la magie pour arriver à leurs fins. Leur principal bastion était Chamon, où Ghal Maraz avait été caché.
- Les Maggotkin of Nurgle, démons et mortels Rotbringer de Nurgle, Dieu des maladies. Leur royaume de prédilection est le monde fertile de Ghyran, où Nurgle a cherché à y emprisonner Alarielle.
- Les Hédonites de Slaanesh, démons et mortels de Slaanesh. Slaanesh est toujours emprisonné, mais il a repris le pouvoir et pourrait bientôt revenir.
- Les Bêtes du Chaos comprennent les forces des hommes-bêtes, des monstres du Chaos, des gargants du Chaos et les Thunderscorn. Comme les Sbires des Ténèbres, ils ne sont dévoués à aucun dieu spécifique du Chaos, et beaucoup vénèrent le Chaos en soi.
- La Légion d'Azgorh (Nains du Chaos) et la Horde de Tamurkhan (Nurgle) ne sont que des Forges, et ont leurs propres règles.
- Les Skavens font maintenant officiellement partie du royaume du Chaos, puisque le Grand Rat Cornu est monté au panthéon des dieux du Chaos. Ces vils hommes-rats sont divisés en clans ayant des approches différentes de la guerre. Le Masterclan réunit les chefs des armées skaven. Les clans Skryre se frottent à la sorcellerie et à la science. Les clans Moulder élèvent des bêtes de guerre grotesques. Les Clans Pestilents sont fanatiquement dévoués à l'aspect pestiféré du Grand Rat Cornu et ils répandent la peste dans tous les royaumes. Les clans Eshin entraînent des assassins furtifs et les clans Verminus sont des guerriers skavens.

### Grande Alliance de la Mort
Opposée au chaos et plus ou moins alliée à l'Ordre quand elle est contre le Chaos, la Mort souhaite gouverner tous les royaumes pour elle-même. La faction la plus homogène, elle est entièrement dirigée par Nagash, le dieu de la mort auto-proclamé. 
- Soulblight Gravelord (ancienne legions of Nagash) : c'est une faction générale de la Mort représentant les forces classiques des Morts-vivants (squelettes, zombies...) à la disposition des territoires, royaumes ou Nations sous l'influence séculaire Nagash (ceux-ci sont principalement situés dans le Royaume de Shyish). Ils sont menés depuis les évènements de Broken Realms par la race des vampires, auparavant hauts serviteurs parmi les traditionnels séides du Seigneur Nécromancien. Même s'ils disposaient depuis toujours d'une certaine autonomie offerte par Nagash, les Vampire œuvrent désormais pour leurs propres desseins. Deux Mortarchs sont affiliés aux Soulblight (Mannfred et Neferata) et se partagent la suzeraineté symbolique des Soulblight. Pour le reste, les Seigneurs vampires se répartissent en cinq grandes dynasties.  
  - La Légion de la Nuit : dirigée par Mannfred, ses vampires revendiquent l'héritage lointain des Von Carnstein. C'est une force organisée en hordes, avec des tactiques fourbes pour affaiblir l'adversaire.
  - La Légion du Sang : dirigée par Neferata, ses seigneurs usent de l'espionnage au travers d'un des réseaux les plus denses parmi les Huit Royaumes (Neferata a hérité des anciens réseaux cultistes de Nagash)
  - La dynastie Kastelan : ce sont les vampires les plus martiaux, revendiquant un lignage de chevalerie. Le seigneur Vhordrai en assure le commandement symbolique.
  - La dynastie Avengorii : la lignée la plus difforme. Ses membres sont les plus enclins de leurs espèces à céder à la part sombre de la Malédiction du Baiser de sang. Lauka Vai en est principal maitre.
  - Et enfin la dynastie Vyrkos : ces vampires sont coupés de l'aura de Nagash, et usent de Totems d'esprits d'animaux. La fondatrice de cette lignée est Belladamma Volga.
- La Flesh-Eater Court, une aristocratie composée de ghoules et de vampires
- Les Nighthaunt, des esprits et spectres macabres. Dans Soul Wars, ils sont apparus à mesure que la rivalité entre Sigmar et Nagash se développait.
- Ossiarch Bonereapers : armée d'élite de Nagash, cette faction regroupe des morts-vivants amalgamées d'os, beaucoup plus puissants que les simples squelettes classiques. Chacun de ces gesalts abrite un amalgame d'âmes, permettant un semblant d'autonomie. Les Ossiarch sont responsables d'une dîme très particulière ordonnée par Nagash auprès des nations ou civilisations mortelles situées sur les territoires revendiqués par le Grand Nécromancien (de préférence les Humains).

### Grande alliance de la Destruction
Imprévisibles et opportunistes, les factions de la Destruction se battent pour leur survie, pour leur propre intérêt ou simplement pour l'amour du combat. Leur dieu protecteur est Gorkamorka, qui est vénéré de différentes manières par chaque faction. 
- Orruk warclan : cette faction comprend les orruks les plus belliqueux. Soient les Ironjaws et les Bonesplitterz. Les Ironjawz sont des guerriers d'élite orruk fortement blindés. Gordrakk, le Poing de Gork, est un chef Ironjaw qui a réuni de nombreux clans sous sa bannière du « Grand Waaagh ! ». Les Bonesplitterz ou orruks sauvages sont des orruks tribaux, maniant les os, qui se spécialisent dans la chasse et la mise à mort des bêtes des royaumes
- Les Gloomspite Gitz sont une faction hétérogène unie par l'amour des lieux sombres et son culte du présumé Bad Moon. Ils comprennent les grots de Moonclan et leurs squigs, les grots de Spiderfang et leurs montures d'arachnides, les troggoths brutaux et durs à cuire, et le gargant aleguzzler.
- Les Ogors Mawtripes, anciennement les Royaumes Ogre = ils comprennent les Firebellies, les nomades Gutbusters et les mercenaires Maneaters et les tribus Beastclaw Raiders. Ils dévorent tout sur leur passage, vivent de pillage et offrent parfois leur service en guise de mercenaire. ICes Ogors sont accompagnés par les Gnoblars, sous-espèce de Grots, servant de tirailleur, de compagnon, d'animal de compagnie, voire de nourriture le cas échéant. À noter que les Beastclaw Raiders sont des tribus d'ogors chevauchant d'énormes bêtes de guerres. Eternellement poursuivis par le surnaturel Everwinter, ils sont constamment en mouvement et tout ce qu'ils ne mangent ni ne détruisent est figé dans leur sillage.
- Les Grotbag Scuttlers : pour l'instant, pas de figurine prévue, mais cette faction est citée à plusieurs reprises dans le fluff. Ces grots auraient élus domicile dans les plus hauts pics et chaines de montagnes des Huit royaumes. Ils auraient formé une culture de piraterie, avec semble-t-il, des engins volants ou des squigs dédiés aux attaques aériennes. Les Grotbags seraient ennemis intimes du peuple Kharadron.

### Armées abandonnées
- Bretonnie
- Rois des tombes (Tomb Kings)
- Les Greenskinz : ce sont les Orruks classiques (anciennement Orcs génériques). Ils correspondent graphiquement aux orcs classiques type médiéval-fantastique. La gamme n'est pour l'instant plus en vente.
- Les Gitmov (anciennement gobelins génériques) : ces grots vivent dans les plaines et les steppes des Huit royaumes. Ils vénèrent le soleil comme réincarnation de Gorkamorka. Ils seraient disposés à vivre en hordes nomades. Cette faction ne dispose plus officiellement de figurines attitrées. Toutefois, une bande type est proposée dans Warhammer Underworld Beastgrave (Crocs saillants de Rippa avec toutefois pour AOS le trait d'allégeance des Gloomspite Gitz).

## Récompenses
Realm War a été nommé pour le Meilleur jeu mobile aux Develop: Star Awards. 